# 예산시악시
"예산시악시"는 한국에서 제작된 심우섭 감독의 1971년 영화이다. 윤양하 등이 주연으로 출연하였고 우기동 등이 제작에 참여하였다.

## 출연

### 주연
- 윤양하
- 지연주